# Marcillac-Vallon
Marcillac-Vallon (okcitansko Marcilhac) je naselje in občina v južnem francoskem departmaju Aveyron regije Jug-Pireneji. Leta 2006 je naselje imelo 1.610 prebivalcev.

## Geografija
Kraj leži v pokrajini Rouergue ob sotočju manjših rek Ady in Créneau, 20 km severozahodno od središča departmaja Rodeza. V občini se nahaja mednarodno letališče Rodez-Marcillac.

## Uprava
Marcillac-Vallon je sedež istoimenskega kantona, v katerega so poleg njegove vključene še občine Balsac, Clairvaux-d'Aveyron, Mouret, Muret-le-Château, Nauviale, Pruines, Saint-Christophe-Vallon, Salles-la-Source in Valady z 2.509 prebivalci.
Kanton Marcillac-Vallon je sestavni del okrožja Rodez.